# راينر برينكمان (ضابط بالبحرية الألمانية)
راينر برينكمان (بالألمانية: Rainer Brinkmann)‏ هو ضابط بالبحرية الألمانية ‏ ألماني، ولد في 3 مارس 1958 في فاربورغ في ألمانيا.